# 歸大道
歸大道（1523年—1594年），字懋庸，號涵泉，直隸蘇州府長洲縣人，民籍，明朝政治人物。

## 生平
嘉靖三十一年（1552年）壬子科順天府鄉試第七十四名舉人。嘉靖三十二年（1553年）聯捷癸丑科三甲第一百六十八名進士。吏部观政，授福建泉州府推官，三十六年八月选授南京吏科给事中，升浙江佥事、雲南參議、官至雲南副使，隆慶初乞休歸。家居十年，萬曆四年（1576年）二月復除陕西关内道副使，中蜚语歸。

## 家族
曾祖歸璣；祖父歸椿；父歸俸，母張氏。兄大德、弟大中（庠生）、大有、大宾（庠生）。